# 아궁이 (텔레비전 프로그램)
《아궁이》는 MBN에서 2013년 3월 31일부터 2018년 6월 23일까지 방송되었던 예능 프로그램이었다.

## 출연진

### MC
- 이지애
- 한석준

### 패널
- 김갑수
- 안진용
- 이기진
- 이동형